# تموج
في الفيزياء، التموج (بالإنجليزية: Ripple) نوع من الموجة الطفيفة والتي يمكن ملاحظتها فوق سطح ما أو تنتج عند ترشيحها من موجة أكثر شدة.

دائرة تقويم كامل الموجة مع مرشح يتألف من مقاومة ومتسعة.بهدف تنعيم المويجة.

مويجات ناجمة عن عملية التنعيم المستخدمة في الدائرة السابقة. اللون الأحمر يظهر شكل الموجة بعد التنعيم بينما الشكل المتقطع يوضح شكل الموجة بعد التقويم الكلي وقبل عملية التنعيم.

في الكهرباء، التموج هي مكون التيار المتردد الناتج من التيار المستمر لمصدر طاقة ناتج ضمن مصدر الطاقة. وفي حالة عدم التحديد، تكون النسبة المئوية للتموج هي النسبة بين قيمة جذر متوسط المربع لتموج الفولطية إلى القيمة المطلقة لمجموع الفولطية.

## التسمية
يُسمىَّ التموج أيضًا بأسماء عديدة هي: المويجة  والترقرق والتهدهد والتجاعيد والتعرج.

## حساب القيمة
يمكن استخدام العلاقة التالية لحساب ارتفاع التموج من القعر إلى القمة في حالة مقوم الموجة الكاملة:
{\displaystyle V_{\mathrm {pp} }={\frac {I}{2fC}}}
وهذه العلاقة في حالة مقوم نصف الموجة:
{\displaystyle V_{\mathrm {pp} }={\frac {I}{fC}}}
حيث
- {\displaystyle V_{\mathrm {pp} }} مقدار تموج الجهد من القعر إلى القمة.
- {\displaystyle I} التيار المار في الدائرة.
- {\displaystyle f} تردد الدائرة الكهربائية.
- {\displaystyle C} قيمة المتسعة.

يمكن كذلك تقريب العلاقة التالية لحساب قيمة جذر متوسط المربع للتموج على افتراض أنها أشبه بموجة سن المنشار:
{\displaystyle \gamma ={\frac {1}{4{\sqrt {3}}fCR}}}
حيث
- {\displaystyle \gamma } معامل التموج.
- {\displaystyle R} مقاومة الحمل

في حال استخدام ملف بدلا من المكثفة للتنعيم فتصبح العلاقة التقريبية على الصورة:
{\displaystyle \gamma ={\frac {0.236R}{\omega L}}}
حيث
- {\displaystyle \omega } التردد الزاوي {\displaystyle 2\pi f}
- {\displaystyle L} محاثة الملف

## إنظر أيضا
- موجة